# Aleksej Stepanov
Aleksej Nikolaevič Stepanov (in russo Алексей Николаевич Степанов?; Leningrado, 20 gennaio 1960 – Ekaterinburg, 30 giugno 2002) è stato un calciatore e giocatore di calcio a 5 russo.

## Carriera

### Calcio
Stepanov ha legato l'intera carriera sportiva a squadre della propria città natale tra le quali lo Zenit Leningrado con cui ha vinto, nella stagione 1984, il primo campionato della società.

### Calcio a 5
Come massimo riconoscimento in carriera vanta la partecipazione al FIFA Futsal World Championship 1992 in cui la nazionale russa è stata eliminata nel girone del primo turno comprendente  Spagna, Stati Uniti e Cina.

## Palmarès

### Calcio
- Campionato sovietico: 1

Zenit Leningrado: 1984
- Superkubok SSSR: 1

Zenit Leningrado: 1985

### Calcio a 5
- Campionato russo: 2

Dina Mosca: 1992-93, 1993-94